# André Castella
Pour les articles homonymes, voir Castella.
André Castella, né le 18 novembre 1805 à Fribourg et mort dans la même ville le 6 novembre 1873, est une personnalité politique suisse, membre du Parti radical-démocratique.
Il est conseiller d'État de 1848 à 1857, à la tête de la Direction de la police, et, parallèlement, conseiller aux États de 1848 à 1850.